# Pardosa pyrenaica
Pardosa pyrenaica là một loài nhện trong họ Lycosidae.
Loài này thuộc chi Pardosa. Pardosa pyrenaica được Torbjörn Kronestedt miêu tả năm 2007.